# Love Actually
Love Actually (bra: Simplesmente Amor; prt: O Amor Acontece) é um filme irlando-franco-britano-estadunidense de 2003, do gênero comédia romântico-dramática, escrito e dirigido por Richard Curtis.
O roteiro investiga diferentes aspectos do amor através de dez histórias separadas envolvendo uma ampla variedade de personagens.[carece de fontes?]

## Elenco
| Intérprete         | Personagem                                        |
| ------------------ | ------------------------------------------------- |
| Hugh Grant         | primeiro-ministro Manoel Golden                   |
| Colin Firth        | Jamie Bennett Mooroen                             |
| Lúcia Moniz        | Aurélia Duarte Muniz                              |
| Laura Linney       | Sarah Olsen Montagner                             |
| Emma Thompson      | Karen Feliciano Foster                            |
| Liam Neeson        | Daniel Blanco                                     |
| Elisha Cuthbert    | Carol Anne (Carolinnie Anne Moralez)              |
| Alan Rickman       | Harry Feliciano Foster                            |
| Keira Knightley    | Juliet Morais                                     |
| Rodrigo Santoro    | Karl / Karlos Rodrigues                           |
| Claudia Schiffer   | Carol (Carolinnie Miller)                         |
| Rowan Atkinson     | Rufus Manuel                                      |
| Bill Nighy         | Billy Mack                                        |
| Kris Marshall      | Colin Frissell                                    |
| Andrew Lincoln     | Mark (Marquel Lori)                               |
| Thomas Sangster    | Sam                                               |
| Heike Makatsch     | Mia (Maria Íris Arantes de Nóbrega Copeland Greg) |
| Martin Freeman     | John                                              |
| Denise Richards    | Ana Carla / Maria Clara                           |
| January Jones      | Jeannie                                           |
| Joanna Page        | Just Judy                                         |
| Chiwetel Ejiofor   | Peter                                             |
| Nina Sosanya       | Annie                                             |
| Martine McCutcheon | Natalie                                           |
| Lulu Popplewell    | Daisy                                             |
| Sienna Guillory    | Namorada de Jamie                                 |
| Gregor Fisher      | Joe                                               |
| Rory MacGregor     | Engenheiro                                        |
| Carla Vasconcelos  | Sophia Barros                                     |
| Shannon Elizabeth  | Harriet                                           |

## Recepção da crítica
Love Actually teve recepção mista por parte da crítica especializada. Com tomatometer de 63% em base de 191 críticas, o Rotten Tomatoes publicou um consenso: “Um conto açucarado estofados com muitas histórias. Ainda assim, há os encantos do elenco”. Tem 73% de aprovação por parte da audiência, usada para calcular a recepção do público a partir de votos dos usuários do site.

## Prêmios e indicações
| Ano  | Prêmio                                        | Categoria                                                                           | Resultado                   |
| ---- | --------------------------------------------- | ----------------------------------------------------------------------------------- | --------------------------- |
| 2004 | Prêmios Globo de Ouro                         | Melhor filme - comédia ou musical                                                   | Indicado                    |
| 2004 | Prêmios Globo de Ouro                         | Melhor roteiro                                                                      | Indicado                    |
| 2004 | BAFTA Awards                                  | Melhor Performance de Ator Coadjuvante - Bill Nighy                                 | Venceu[carece de fontes?]   |
| 2004 | BAFTA Awards                                  | Melhor Filme Britânico - *Duncan Kenworthy *Tim Bevan *Eric Fellner *Richard Curtis | Indicado[carece de fontes?] |
| 2004 | BAFTA Awards                                  | Melhor Performance de uma Atriz Coadjuvante - Emma Thompson                         | Indicado[carece de fontes?] |
| 2004 | American Screenwriters Association            | Richard Curtis                                                                      | Indicado[carece de fontes?] |
| 2004 | Awards Circuit Community Awards               | Melhor Roteiro Original - Richard Curtis                                            | Indicado                    |
| 2004 | Awards Circuit Community Awards               | Honorable Mentions (The Next Ten Best Picture Contenders) - Love Actually           | Indicado                    |
| 2004 | Broadcast Film Critics Association Awards     | Melhor elenco                                                                       | Indicado[carece de fontes?] |
| 2004 | Empire Awards                                 | Melhor Recém-chegado - Martine McCutcheon                                           | Venceu[carece de fontes?]   |
| 2004 | Empire Awards                                 | Melhor Filme Britânico                                                              | Venceu[carece de fontes?]   |
| 2004 | Empire Awards                                 | Melhor Atriz britânica - Emma Thompson                                              | Venceu[carece de fontes?]   |
| 2004 | Empire Awards                                 | Melhor Recém-chegado - Andrew Lincoln                                               | Indicado[carece de fontes?] |
| 2004 | European Film Awards                          | Melhor Diretor Europeu - Richard Curtis                                             | Indicado[carece de fontes?] |
| 2004 | European Film Awards                          | Melhor Ator Europeu - Hugh Grant                                                    | Indicado[carece de fontes?] |
| 2004 | Evening Standard British Film Awards          | Melhor atriz - Emma Thompson                                                        | Venceu[carece de fontes?]   |
| 2004 | Evening Standard British Film Awards          | Melhor ator de comédia - Bill Nighy                                                 | Venceu[carece de fontes?]   |
| 2004 | Golden Trailer Awards                         | Melhor romance - Creative Partnership                                               | Indicado[carece de fontes?] |
| 2004 | London Film Critics' Circle                   | Ator Britânico Coadjuvante do Ano - Bill Nighy                                      | Venceu[carece de fontes?]   |
| 2004 | London Film Critics' Circle                   | Atriz Britânica Coadjuvante do Ano - Emma Thompson                                  | Venceu[carece de fontes?]   |
| 2004 | London Film Critics' Circle                   | Iniciante Britânico do Ano - Richard Curtis                                         | Indicado[carece de fontes?] |
| 2004 | London Film Critics' Circle                   | Roteirista britânico do Ano - Richard Curtis                                        | Indicado[carece de fontes?] |
| 2004 | Prémios Los Angeles Film Critics Association  | Melhor Ator Coadjuvante - Bill Nighy                                                | Venceu[carece de fontes?]   |
| 2004 | Online Film & Television Association          | Melhor elenco                                                                       | Indicado[carece de fontes?] |
| 2004 | Online Film & Television Association          | Melhor Fundição                                                                     | Indicado[carece de fontes?] |
| 2004 | Online Film & Television Association          | Melhor Música, Canção Adaptada - Reg Presley e Bill Nighy                           | Indicado[carece de fontes?] |
| 2004 | Phoenix Film Critics Society Awards           | Melhor Performance de uma Atriz Coadjuvante - Emma Thompson                         | Indicado[carece de fontes?] |
| 2004 | Phoenix Film Critics Society Awards           | Melhor elenco                                                                       | Indicado[carece de fontes?] |
| 2004 | Phoenix Film Critics Society Awards           | Melhor Performance de um Jovem em Conduzir ou Apoiar Papel - Thomas Sangster        | Indicado[carece de fontes?] |
| 2004 | Phoenix Film Critics Society Awards           | Melhor Uso de Música publicada ou Gravada nteriormente                              | Indicado[carece de fontes?] |
| 2004 | Satellite Awards                              | Melhor Atriz Coadjuvante, Comédia ou Musical - Emma Thompson                        | Indicado[carece de fontes?] |
| 2004 | Satellite Awards                              | Melhor Ator Coadjuvante, Comédia ou Musica - Bill Nighy                             | Indicado[carece de fontes?] |
| 2004 | Satellite Awards                              | Melhor Ator Coadjuvante, Comédia ou Musical - Thomas Sangster                       | Indicado[carece de fontes?] |
| 2013 | Satellite Awards                              | Melhor Blu-Ray Love Actually Edição 10.º Aniversário                                | Indicado[carece de fontes?] |
| 2004 | Young Artist Awards                           | Melhor Performance em um Longa-Metragem - Thomas Sangster                           | Indicado[carece de fontes?] |
| 2003 | Washington D.C. Area Film Critics Association | Melhor elenco                                                                       | Venceu[carece de fontes?]   |